# Bernarts-Theater
Das Bernarts-Theater in Aachen (zuerst auch Bernarts Lokal genannt) war von 1862 bis 1910 eine der bekanntesten privaten Unterhaltungs- und Theaterbühnen im Rheinland.

## Geschichte
In der Aachener Adalbertstraße, mitten im Zentrum, eröffnete der Kaufmann und Weingroßhändler Matthias Bernarts 1862 ein großes Theater- und Gesellschaftshaus. Er hatte dazu seine schon früher sich hier befindende Unterhaltungs-Restauration aufwendig umbauen und erweitern lassen. Am 26. Oktober war Neueröffnung. Außer einem kleineren, sogenannten „Maurischen Saal“ in morgenländischem Ambiente, gab es jetzt zusätzlich einen großen Festsaal mit 1500 Plätzen und geräumiger Bühne. Für Freilichttheaterspiele in der Sommerzeit hatte der Saal eine nach außen hin zu öffnende verschiebbare Rückseite.
Zu den schon früher gezeigten Militär- und Unterhaltungskonzerten kamen jetzt verstärkt beliebte Attraktionen wie beispielsweise „Das optisch-physikalische Welttheater“, „Schottische Glockenspieler“ oder Auftritte spanischer Tänzer aus Madrid. Es gab anspruchsvolle klassische Soireen mit Violinen- und Klaviervirtuosen oder gar 1861 die „Matthäus-Passion“ mit Theaterkräften unter Leitung des Musikdirektors Franz Wüllner. Nach den zuerst nur in der Sommer-Bade-Saison gezeigten Theateraufführungen, konnte man hier bald auch im Winter Lustspiele, Jacques Offenbachs neue Operetten und im Januar/Februar Karnevalsvorstellungen erleben. Auch das städtische Orchester zog ab Winter 1862 in den großräumigen Saal bei Bernarts und blieb hier mit den Konzerten bis zur Errichtung eines eigenen Hauses in den Jahren 1864/65.
Das Bernarts-Theater war zur Konkurrenz für das Stadttheater geworden. Bald gab es jedoch zwischen dessen Intendanten William Grundner und Josef-Wilhelm Bernarts (dem Sohn und Nachfolger Matthias Bernarts) eine enge Zusammenarbeit. Ab der Wintersaison 1880/81 spielte das Stadttheater-Ensemble hier auch Opern, klassische Schauspiele, Komödien und Possen. Da die Stadtverwaltung damit nicht einverstanden war, führte Bernarts sein Haus alleine weiter. Den Geist der Zeit erkennend, widmete er sich mit dem Spielplan progressiv den neuen Strömungen des ausgehenden 19. Jahrhunderts. So standen neben Klassikern die neuen Aufsehen erregenden Werke des Naturalismus von Gerhart Hauptmann, Henrik Ibsen und Frank Wedekind auf dem Spielplan. Gastspiele namhafter Künstler wie beispielsweise Sarah Bernhardt aus Paris sorgten für Aufsehen.
Mit seiner modernen Spielplanpolitik war Josef-Wilhelm Bernarts dem noch in veralteten Strukturen verhafteten Stadttheater weit voraus. Später begannen Schauspieler wie Paul Wegener oder Werner Krauß hier zu Anfang des 20. Jahrhunderts ihre Laufbahn. Der Revue-Sänger, Kabarettist und Conférencier im „Kabarett der Komiker“ Willi Schaeffers, Max Mack, ein Stummfilm-Regisseur und die Schauspielerin Emilia Unda traten auf.
Der sichtbare künstlerische Aufwärtstrend konnte jedoch wegen zunehmender finanzieller Probleme und fehlender städtischer Unterstützung nicht verhindern, dass die Bühne schließlich mit Ende der Spielzeit 1909/10 nach fast 50 Jahren schließen musste.